# SummerSlam (2009)
SummerSlam 2009 fue la vigesimosegunda edición de SummerSlam, un evento pago por visión de lucha libre profesional realizado por la World Wrestling Entertainment. Tuvo lugar el 23 de agosto de 2009 desde el Staples Center en Los Ángeles, California.
Los temas oficiales del evento fueron «You Gotta Move» de Aerosmith y «I'm So Sure» de Puddle of Mudd. 

## Producción
Las entradas para SummerSlam salieron a la venta el 13 de febrero de 2009. El evento se celebró en Los Ángeles debido al interés por parte de la WWE de la asistencia de famosos fuera de la lucha libre profesional. El primer vídeo promocional para el evento fue emitido en el PPV Extreme Rules. Junto al él se presentó el tema del evento, «You Gotta Move» de Aerosmith, tema oficial designado por la WWE. Como parte de la promoción del evento, la WWE organizó el primer SummerSlam Axxess, una convención de fanes donde podrían ver a los luchadores de la empresa; un método muy similar al WrestleMania Axxess de WrestleMania. El SummerSlam Fan Axxess tuvo lugar en el Nokia Plaza en L.A. Live desde el 22 de agosto al 23 de agosto. De acuerdo con THQ, en el evento se anunciarían nuevos datos del videojuego de la WWE WWE SmackDown vs. Raw 2010.

## Antecedentes

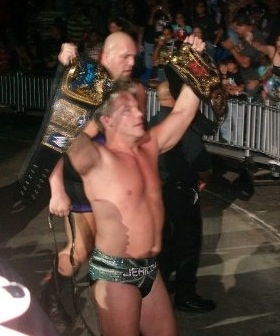
Chris Jericho & The Big Show, quienes se enfrentaron a Cryme Tyme en SummerSlam.

El Campeón Intercontinental de la WWE Rey Mysterio había tenido con el luchador Dolph Ziggler una rivalidad desde julio de ese año. Ambos lucharon por el título de Mysterio en el evento anterior, Night of Champions, reteniendo Mysterio el campeonato. Sin embargo, Ziggler obtuvo otra oportunidad por el título el 7 de agosto al ganar en SmackDown una lucha entre R-Truth, Mike Knox y Finlay.
A causa del Draft, el luchador de la ECW Jack Swagger fue trasladado a la marca Raw, donde tuvo una confrontación con el luchador Montel Vontavious Porter, a lo que MVP le retó a una lucha, pero Swagger se negó por el pasado criminal de Porter, alegando que sería una lucha contra un criminal. En las semanas previas a SummerSlam, Swagger y MVP interferían en las luchas del otro, hasta que ambos se enfrentaron el 17 de agosto en Raw. Para promocionar la lucha, Swagger buscó a propósito la descalificación de la lucha para enfrentarse los dos en SummerSlam.

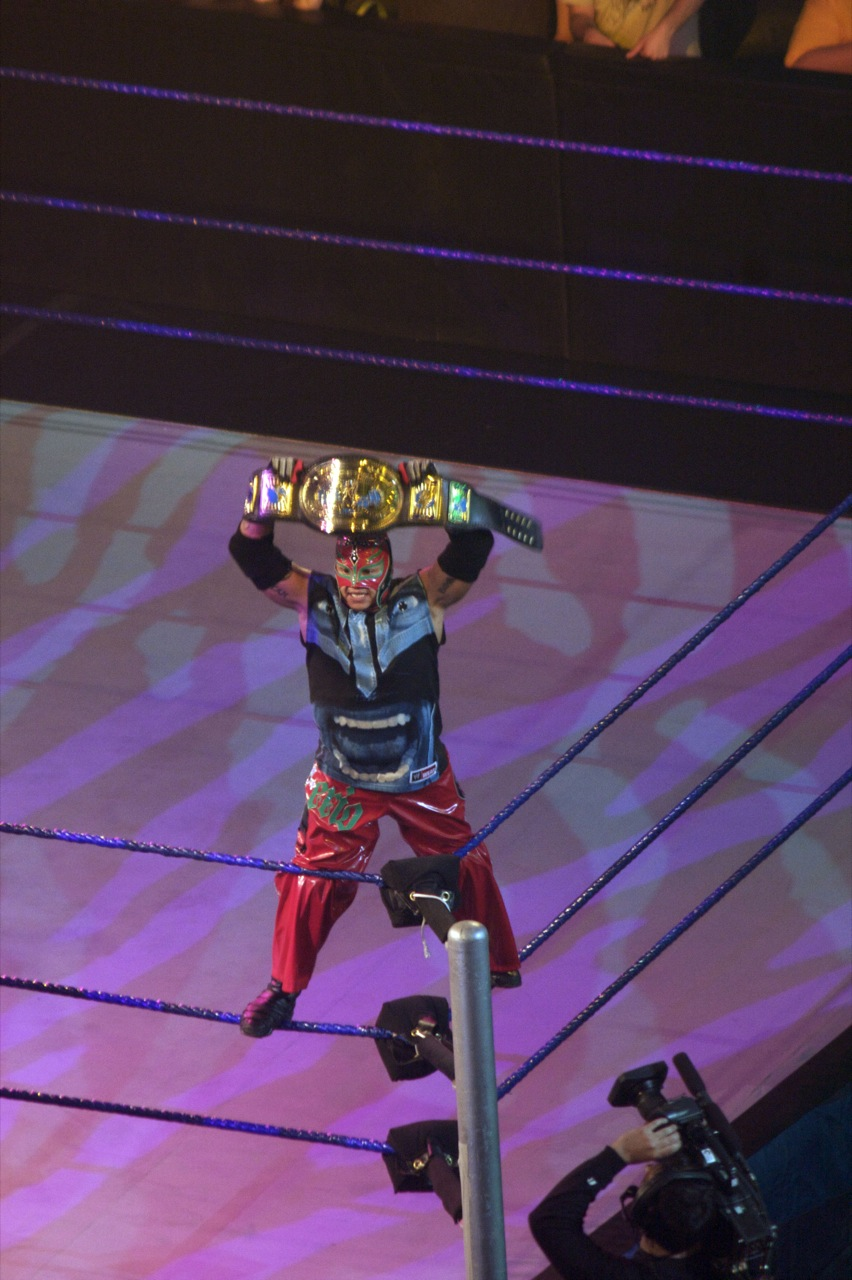
Rey Mysterio, quien retuvo el Campeonato Intercontinental de la WWE ante Dolph Ziggler.

El 27 de julio en Raw, los Campeones Unificados en Pareja de la WWE Chris Jericho & The Big Show tuvieron una confrontación con el invitado especial de esa noche, Shaquille O'Neal. Después de que ambos rehusaran a enfrentarse a él, O'Neal les pactó una lucha con Cryme Tyme (Shad & JTG) en la que O'Neal sería el vigilante especial. La lucha la ganaron Show & Jericho por descalificación, lo que provocó el enfado de Cryme Tyme. El 31 de julio en SmackDown, Cryme Tyme derrotó a The Hart Dynasty (Tyson Kidd & David Hart Smith), siendo Cryme Tyme nombrados retadores número uno por el título de Jericho y Show en SummerSlam.
En el evento The Bash, Kane hizo su regreso después de un tiempo inactivo, atacando a The Great Khali durante su lucha con Dolph Ziggler, causando la derrota de Khali. Durante las siguientes semanas, ambos empezaron a inteferir en las luchas del otro. El 7 de agosto en SmackDown, Kane atacó a Khali por la espalda, secuestrando a su mánager, Ranjin Singh. La siguiente semana se descubrió que Kane le retenía en el Rexall Place en Edmonton, Alberta, interrogándole y pegándole continuamente. En esa misma edición, Khali lo rescató, pero Kane atacó a Khali. La siguiente semana se anunció en WWE.com una lucha entre ambos en SummerSlam.
Durante el 2009, Triple H se enfrentó en varias ocasiones a Randy Orton, pero el equipo de Orton, The Legacy (Ted DiBiase & Cody Rhodes), interfería, dándole la victoria a Orton. En RAW, Triple H se enfrentó a Rhodes en un Beat the Clock match, donde si ganaba se enfrentaría a Orton. Sin embargo, durante la lucha interfirió DiBiase, impidiendo la victoria de Triple H al no reducir el tiempo vigente. Después de perder una lucha en desventaja contra DiBiase y Rhodes, el 3 de agosto en RAW, Triple H dijo que hablaría con Shawn Michaels para volver a formar su antiguo equipo, D-Generation X. Una semana después, se reveló que Michaels, quien no había sido visto desde WrestleMania XXV, estaba trabajando en una cafetería. Sin embargo, Triple H le convenció para enfrentarse a Rhodes y DiBiase en SummerSlam.

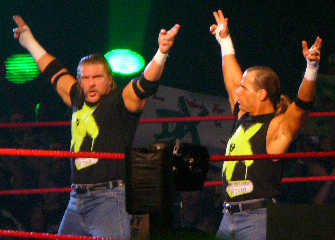
D-Generation X, que hizo su regreso en SummerSlam como equipo activo.

El 11 de agosto en ECW on SciFi, el Campeón de la ECW Christian fue entrevistado en el The Abraham Washington Show, donde Abraham Washington anunció que el contendiente número uno para su título sería William Regal, pactando ambos una lucha para SummerSlam.
El 27 de julio en RAW, O'Neal anunció un Beat the Clock Tournament, donde los luchadores debían de ganar a su adversario en el menor tiempo posible. El ganador del torneo se enfrentaría al Campeón de la WWE Randy Orton. Mark Henry derrotó a Carlito en 6:49, mientras que los demás participantes, MVP, Triple H y Swagger no pudieron derrotar a sus adversarios en menos tiempo. Sin embargo, John Cena batió el tiempo de Henry al derrotar a The Miz en 4:28, siendo nombrado el oponente de Orton en SummerSlam.
En Extreme Rules, Jeff Hardy derrotó al Campeón Mundial Peso Pesado Edge en un Ladder Match, ganando el título. Sin embargo, minutos después, CM Punk canjeó su maletín del Money in the Bank por una lucha por el título en ese momento, derrotando a Hardy y ganando el campeonato. En los dos eventos posteriores, The Bash y Night of Champions Punk y Hardy se enfrentaron con el título en juego, ganando Punk la primera lucha, pero perdiendo la segunda. Durante estos meses, Punk empezó a insultar a Hardy por su problema de drogadicción, ya que Punk es abstemio, diciendo que Hardy no era un buen ejemplo a seguir por los niños y por los fanes. Debido a estas peleas, el gerente general de SmackDown, Theodore Long, anunció que los dos se enfrentarían en SummerSlam en un Tables, Ladders, and Chairs match (TLC).

## Resultados
- Dark Match: Beth Phoenix ganó una 15 Divas Battle Royal[30]
  - Beth ganó tras eliminar a Eve Torres y Kelly Kelly con ayuda de Chavo Guerrero.
  - Las otras participantes fueron: Alicia Fox, Brie Bella, Gail Kim, Jillian Hall, Katie Lea Burchill, Layla, Maria, Melina, Mickie James, Natalya, Nikki Bella y Rosa Mendes.
  - Después de la lucha, las Divas atacaron a Guerrero con ayuda de Hornswoggle.
- Rey Mysterio derrotó a Dolph Ziggler y retuvo el Campeonato Intercontinental de la WWE (12:27)[31]
  - Mysterio cubrió a Ziggler después de un "Top Rope Headscissors Takedown".
- Montel Vontavious Porter derrotó a Jack Swagger (06:24)[32]
  - MVP cubrió a Swagger después de un "Playmaker".
- Jeri-Show (Chris Jericho & The Big Show) derrotaron a Cryme Tyme (Shad & JTG) y retuvieron el Campeonato Unificado en Parejas de la WWE (09:46)[33]
  - Jericho cubrió a JTG después de un "K.O. Punch" de Big Show.
- Kane derrotó a The Great Khali (05:59)[34]
  - Kane cubrió a Khali después de un "Running DDT".
- D-Generation X (Triple H & Shawn Michaels) derrotó a The Legacy (Cody Rhodes & Ted DiBiase) (20:02)[35]
  - Michaels cubrió a Rhodes después de una "Sweet Chin Music".
- Christian derrotó a William Regal (con Vladimir Kozlov & Ezekiel Jackson) y retuvo el Campeonato de la ECW (00:08)[36]
  - Christian cubrió a Regal después de un "Killswitch".
  - Después de la lucha, Kozlov y Jackson atacaron a Christian.
- Randy Orton derrotó a John Cena reteniendo el Campeonato de la WWE (17:50)[37]
  - Orton cubrió a Cena después de un "RKO".
  - Originalmente, la lucha acabó con descalificación de Orton por golpear al árbitro, pero Vince McMahon ordenó reiniciar la lucha, con la condición de que si Orton perdía por descalificación, perdería el título.
  - Luego, la lucha terminó con victoria para Cena por cuenta de fuera de Orton, pero Vince McMahon ordenó reiniciarla otra vez, con la condición de que si perdía por cuenta de fuera, perdería el título.
  - La lucha luego acabó con victoria para Orton, pero el árbitro ordenó reiniciar la lucha al haberse apoyado Orton con las cuerdas durante el Pinfall.
  - Durante la lucha, Brett DiBiase interfirió a favor de Orton.
- CM Punk derrotó a Jeff Hardy en un Tables, Ladders and Chairs Match y ganó el Campeonato Mundial Peso Pesado (21:34)[38]
  - Punk ganó tras descolgar el campeonato.
  - Después de la lucha, The Undertaker hizo su regreso aplicando un "Chokeslam" a Punk.
  - Este fue el último combate de Jeff Hardy en un PPV de WWE hasta su regreso en WrestleMania 33 en 2017.

## Otros roles
- Comentaristas en inglés
  - Michael Cole - RAW
  - Jerry Lawler - RAW
  - Todd Grisham - SmackDown
  - Jim Ross - SmackDown
  - Josh Mathews - ECW
  - Matt Striker - ECW
- Comentaristas en español
  - Carlos R. Cabrera
  - Hugo Savinovich
- Entrevistador
  - Josh Mathews
- Anunciador del Ring
  - Lilian García - RAW
  - Justin Roberts - SmackDown
  - Tony Chimel - ECW
- Árbitros
  - Mike Chioda
  - Jack Doan
  - Charles Robinson
  - Scott Armstrong
  - Chad Patton
  - John Cone
  - Aaron "Goose" Mahoney
  - Justin King

## Recepción

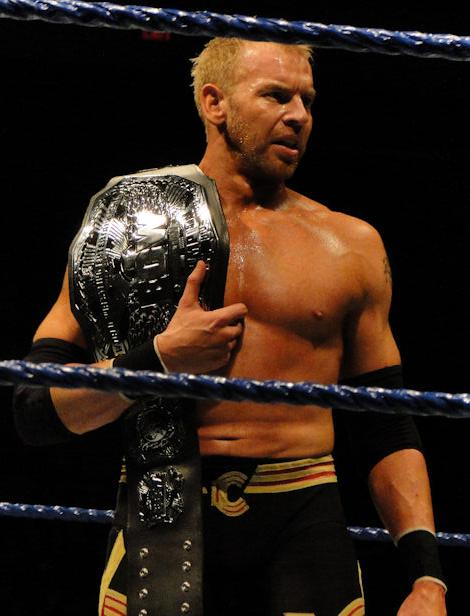
El Campeón de la ECW Christian, cuya pelea fue la peor puntuada de todo el evento.

Dale Plummer y Nick Tylwalk, del Canadian Online Explorer, dieron al evento entero una puntuación de 7 sobre 10, destacando la lucha de Rey Mysterio vs Dolph Ziggler (7 sobre 10), la lucha entre D-Generation X vs The Legacy (7 sobre 10) y el main event entre Jeff Hardy y CM Punk, (9 sobre 10). Sin embargo, las peores luchas fueron la de Jack Swagger vs MVP, (4,5 sobre 10), la de Kane vs The Great Khali, (2 sobre 10) y la de Christian vs William Regal, a la cual no puntuó.
Wade Keller, del Pro Wrestling Torch, destacó la lucha entre Jeff Hardy y CM Punk (4.25 sobre 5), diciendo que "podría ser candidata a lucha del año"; la lucha entre D-Generation X y The Legacy (3.75 sobre 5) y la lucha entre Dolph Ziggler y Rey Mysterio (3.25 sobre 5). Las peores luchas fueron la de Chris Jericho & The Big Show vs Cryme Tyme, la de Jack Swagger vs MVP, a las cuales dio tres cuartos de estrella, la de Kane vs The Great Khali (0.5 sobre 5) y la de Christian vs William Regal, a la cual no puntuó.
James Caldwell, también del Pro Wrestling Torch, destacó las luchas de Dolph Ziggler vs Rey Mysterio (3.25 sobre 5), D-Generation X vs The Legacy (4 sobre 5) y Jeff Hardy vs CM Punk (4.25 sobre 5). Las peores fueron la de Jack Swagger vs MVP (1 sobre 5), Kane vs The Great Khali (0.5 sobre 5) y la de Christian vs William Regal, a la cual no puntuó.